# Musée archéologique des Carmes
Le Musée archéologique des Carmes est un musée français situé à Jonzac, station thermale et centre touristique dynamique sur la Seugne, dans la partie méridionale du département de la Charente-Maritime.

## Histoire
Le Musée archéologique des Carmes comme son nom l'indique est implanté dans un cloître qui fut édifié en 1657. Ce bel édifice religieux, construit dans le quartier de la rive gauche de la Seugne, conserve  ses arcades et ses galeries qui s'ouvrent à la fois sur des chapelles latérales et sur les lieux de vie de leurs anciennes locataires, les Carmélites.
Le cloître des Carmes a été restauré entre 1976 et 1978 et a été aménagé en Centre culturel de la ville, équipé de salles d'exposition et de conférences et du musée archéologique.
Ce musée a pris de plus en plus d'importance, étant même répertorié par l'Office régional du tourisme de Poitou-Charentes comme un des sites muséographiques dignes d'intérêt dans la région.

## Collections
Le musée conserve des collections issues des fouilles archéologiques effectuées dans la ville dans le courant du XIXe siècle, et surtout depuis les années 1960, où ont été trouvés un grand nombre d'objets datant des périodes de la protohistoire et de l'Antiquité jusqu'au Moyen Âge.
Ce musée retrace l'histoire archéologique de Jonzac, abondamment documentée et illustrée, et qui s'enrichit au fil des années par les nouvelles trouvailles archéologiques dans la ville et sa région immédiate.